# FFV Fortuna Göcklingen
Der FFV Fortuna Göcklingen ist ein Frauenfußballverein aus der Ortsgemeinde Göcklingen im Landkreis Südliche Weinstraße.

## Geschichte
Im Juni 1968 fand das erste Frauenfußballspiel in Göcklingen statt. Der verstorbene Ehrenvorsitzende des SV RW Göcklingen Otto Dausch hatte die Mannschaft seinerzeit ins Leben gerufen. Zunächst wurden nur Freundschaftsspiele ausgetragen. Das erste offizielle Punktspiel fand am 15. Mai 1971 statt. In der Saison 1984/85 wurde erstmals eine Meisterschaft errungen, in der Bezirksklasse Süd. In den nächsten Jahren folgten viele weitere Erfolge.
Zur finanziellen Unterstützung gründete sich 1996 der Förderverein Frauen- und Mädchenfussball SV Göcklingen, um die Frauenfußballabteilung des SV Rot-Weiß Göcklingen finanziell zu unterstützen, die im selben Jahr erstmals in die Regionalliga Südwest aufstieg. Im Jahr 1999 gewann sie den Pokal des Südwestdeutschen Fußballverbandes und qualifizierte sich auf diese Weise für den DFB-Pokal. Dort musste sie mit fünf weiteren Vereinen eine Qualifikationsrunde bestreiten. Die Mannschaft unterlag dort dem SV Oberteuringen mit 1:3. 2007 stieg der SV Rot-Weiß Göcklingen zum ersten Mal aus der Regionalliga ab. Ein Jahr später gelang der Wiederaufstieg. Diesmal hielt sich der Verein drei Jahre lang in der Spielklasse. 2011 gelang der dritte Aufstieg in diese Ligaklasse, um drei Jahre später erneut abzusteigen.
Erfolgreich war auch die Arbeit im Juniorinnen-Bereich. So schafften es in der Vergangenheit mit Stefanie Dums und Janina Meisner zwei Spielerinnen aus Göcklingen in eine der Juniorinnen-Auswahlen des DFB. So schafften es die B-Juniorinnen zwischenzeitlich sogar mal in die Regionalliga Südwest. Im Jahr 1996 wurde der Verein für hervorragende Arbeit im weiblichen Nachwuchsbereich von der Sepp-Herberger-Stiftung ausgezeichnet.
2013 gründete die Frauen- und Mädchenabteilung einen selbständigen Verein, den FFV Fortuna Göcklingen 2013 e. V. Gründungsvorsitzende war Evi Häussel. Abermals gelang im selben Jahr der sofortige Wiederaufstieg in die Regionalliga, ehe die Mannschaft im Jahre 2016 wieder in die Verbandsliga absteigen musste.

## Spielstätten
Der Verein spielte in den ersten 4 Jahren auf dem Platz des FC BW Minderslachen. Ab der Saison 2018/19 ist der Verein beim TV Hayna beheimatet.